# كلية الهندسة (جامعة الزقازيق)
كلية الهندسة بجامعة الزقازيق من الكليات العريقة في مجال الهندسة وخصوصا الهندسة المدنية ويوجد بها خمسة أقسام طلابية رئيسية هي الهندسة المدنية والكهربائية والصناعية والمعمارية والميكانيكية وتنفرد بقسم الهندسة الصناعية عن باقى جامعات مصر. كما يوجد بها العديد من الأقسام التعليمية مثل قسم الهندسة الإنشائية وهندسة المواد وهندسة التشييد والصرف الصحي والمياه والفيزياء والمساحة وخلافه.
وبها العديد من المبان مثل مبنى الهندسة المدنية أو مبنى تشييد ومبنى علوم أساسية ومبنى ميكانيكة ومبنى كهرباء والورش.